# Bhakti

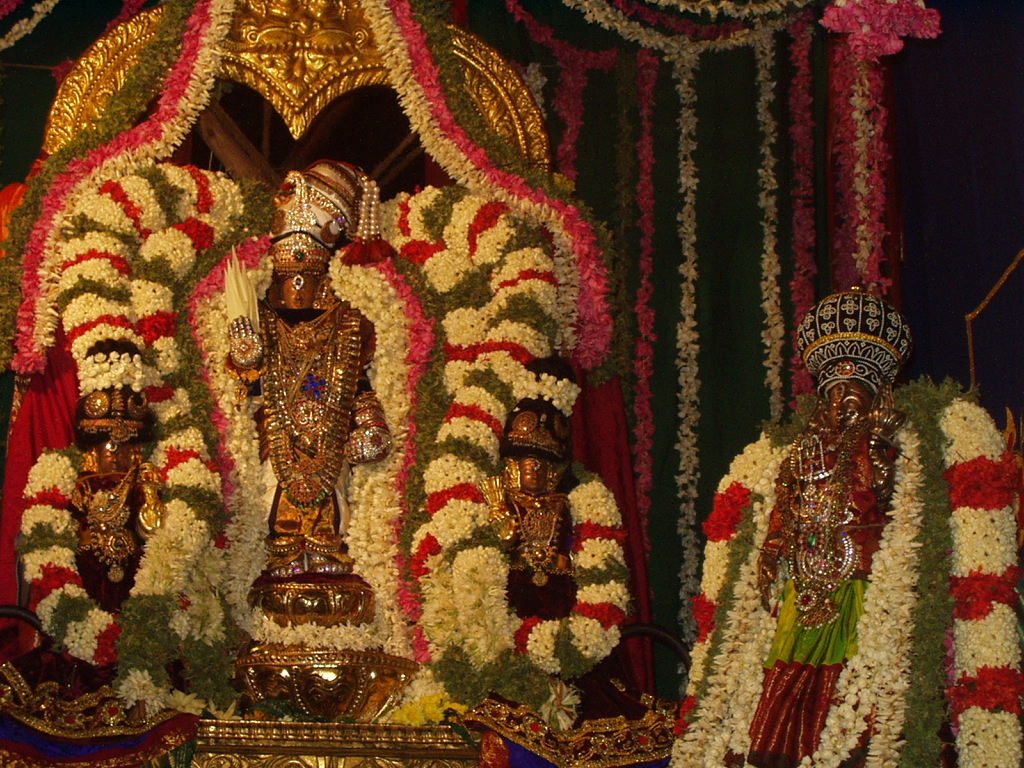
Devoción floral.

El bhakti es un movimiento religioso hinduista que enfatiza el amor de un devoto por Dios. A diferencia de la doctrina aduaita ('no dual', que afirma que Dios no es diferente de las almas) el bhakti es dualista: supone una relación entre dos, el creyente y la deidad. Aunque Visnú, Shivá y Shakti tienen sus cultos, el bhakti se ha desarrollado característicamente en torno a las encarnaciones de Visnú como Rama y Krisna.
Entre las prácticas se incluyen la recitación del nombre del dios (en forma de mantra), el canto de himnos, el utilizar algún emblema y hacer peregrinajes a sitios religiosos. El fervor de los practicantes del sur de la India en los siglos VII y X esparció el bhakti e inspiró mucha poesía y arte. Poetas abstractos como Kabir (1440-1518) y su discípulo Nanak (1469-1539, fundador del sijismo) representaron a la divinidad como única e inefable, mientras que poetas como la princesa Mirabai (1498-1546) concibieron la relación entre el adorador y el dios en términos humanos comunes.

## Comparación con otras doctrinas
El bhakti se considera el más fácil de los cuatro senderos de liberación (moksha). Los otros tres serían:
- el karma yoga (la actividad desinteresada)
- el raya yoga (una de cuyas ramas es el hatha yoga)
- el gñana yoga (el conocimiento)

## Krisna bhakti
En escrituras como el Bhagavata-purana (posterior al siglo XI d. C.), el bhakti se describe como la etapa perfecta, que sobrepasa incluso al moksha como nivel de realización espiritual.
La diferencia entre el bhakti y el karma-yoga es sutil: a los bhaktas (los practicantes de bhakti) les interesa un conocimiento más esotérico de la naturaleza de Dios y de sus actividades, provenientes principalmente del Bhagavat-purana.
El krisna-bhakti (amor hacia el dios Krisna) fue popularizado en los años setenta por el movimiento Hare Krishna.

## Tipos de krisna bhakti
En el texto Bhakti rasamrita sindhu, el escritor religioso Rupa Goswami (1493-1564) dividió cronológicamente al bhakti en tres etapas:
- sadhana-bhakti (devoción con prácticas regulares)
  - vaidhi-bhakti (devoción practicada con regulaciones)
  - raganuga-bhakti (devoción practicada con apego [a Krisna])
- bhava-bhakti (devoción con éxtasis)
- prema-bhakti (devoción con amor puro)

## Doctrina
El krisna bhakti es el amor dirigido a Krisna
- en un plano de neutralidad (relación de respeto y admiración)
- como siervo
- como padre o madre
- como amigo
- como amante

Existen 9 métodos para practicar el krisna bhakti
- recordar [a Krisna] (smaranam)
- escuchar [acerca de Krisna] (sravanam)
- cantar canciones [de Krisna] (kírtanam)
- servir a sus pies (pada-sevanam)
- adorarlo en un altar (archanam)
- considerarse amigo de Krisna (sakhiam)
- orarle (vandanam)
- servir como esclavo (dasiam)
- entregar el alma (atma-nivedanam).

La fuente de esta enumeración es un texto hablado por el niño Prajlada, uno de los personajes del Bhagavata-purana:
Pero la idea original proviene del texto épico Ramaiana (hacia el siglo III a. C.):

Tal devoción pura se expresa de nueve maneras. En primer lugar, satsang, o la relación con los devotos intoxicados de amor. El segundo es desarrollar un gusto por escuchar mis historias, que son como néctar. El tercero es el servicio al gurú [...] El cuarto es cantar mi kirtan (canto congregacional) [...] El quinto es el yapa o repetición de mi santo nombre y el canto de bhayanas [...] El sexto es seguir siempre las reglas de las Escrituras, practicar el control de los sentidos, la nobleza de carácter y el servicio desinteresado. El séptimo es el verme manifestado por todas partes en este mundo y adorar a mis santos más que a mí. El octavo es no buscarle faltas a nadie y contentarse con lo que uno tiene. El noveno es la entrega sin reservas a mí, con fe total en mi fuerza. Shabari, cualquier persona que practicara aunque fuera sólo uno de estos nueve modos de mi bhakti es el que más me complace y llegará a mí sin falta.
El dios Rama, en el texto épico Ramaiana

### Raganuga-bhakti
Uno de los grupos que practica raganuga-bhakti se llama avadhuta marga (el sendero del vagabundo), que fue fundado por Pitambar.

### Vira-Shaiva
Entre las primeras escuelas se encuentra la de los Vira-Shaiva en el siglo XIII. Su maestro, Basava (1125-1167), rechazó el sistema de castas (negó la supremacía de los sacerdotes brahmanes), condenó el ritual de sacrificios, aceptó a las mujeres en sus doctrinas y destaca el bhakti (devoción) de un solo dios: Shivá. Sus estudiantes se llaman vira-shaivas, que significa 'devotos de Shivá'.

### Transteísmo
Según el filósofo protestante alemán Paul Tillich (1886-1965) y el indologista alemán Heinrich Zimmer (1890-1943), esta creencia es transteísta, ya que trasciende el teísmo. Es teísta en el sentido de que cree en los dioses (Visnú, de cuatro brazos), pero no es teísta en el sentido de que no cree que Krisna sea Dios, sino apenas un padre, amigo, hijo, esposo o amante.

## Proponentes notables del bhakti
- Los doce Alvars (siglos VII a IX) del sur de India
- Ramanuya Acharia (1077-1157) del sur de India
- Nimbarka Swami (siglo XIII) del sur de India
- Yaiadeva Goswami (siglo XIII), poeta de Orissa, sureste de India
- Madhwa Acharia (1238-1317) del sur de India
- Chaitania (1486-1533) de Bengala
- Bhaktivedanta Swami Prabhupada (1896-1977) de Bengala